# هساکس
هساکس (به انگلیسی: Hassocks) یک روستا و محله مدنی در بریتانیا است که در Mid Sussex واقع شده‌است. هساکس ۱۰٫۸۸ کیلومتر مربع مساحت و ۷٬۶۶۷ نفر جمعیت دارد.